# Смерть поэта
«Смерть поэ́та» («На смерть Пушкина») — стихотворение Михаила Лермонтова о трагической гибели великого поэта Александра Сергеевича Пушкина и вине высшего общества в смерти поэта.

Стихотворение М. Ю. Лермонтова занимает в истории отечественной литературы особое место: это наиболее ранняя по времени и несравненная по поэтической силе обобщающая оценка исторического, всенародного значения Пушкина, его «дивного гения» для России, и в этом смысле выдающийся акт общественного, национального самосознания.— И. С. Чистова
«Смерть поэта» стало стихотворением-памятником Лермонтову, создавшим ему громкую известность и проявившим его публичную позицию на социально-политическое положение России.

## Создание

### Строки 1—56
27 января (8 февраля) 1837 года произошла дуэль между Александром Пушкиным и Жоржем Дантесом, в ходе которой Пушкин был тяжело ранен в живот и 29 января того же года скончался около 14:45 в кабинете в доме на набережной р. Мойки, 12.
В то время в Российской империи кровавые поединки — дуэли чести были запрещены законом, только в 1860 г. был создан Дуэльный кодекс Российской империи, поэтому в печати причина смерти Пушкина не упоминалась (впервые печатное указание появилось в 1847 году в «Словаре достопамятных людей» Дмитрия Бантыш-Каменского). Информация о дуэли, её причинах, реакция общества — всё это было устным и в частной переписке (которая подвергалась цензуре и самоцензуре).
Эта канва заложена в первой редакции стихотворения (заканчивающейся словами «И на устах его печать»). Дата создания называется 28 января (9 февраля) 1837 года, но поэт умер 29 января (10 февраля) (считается, что до Лермонтова дошли слухи о кончине Пушкина). В тот же день стихотворение в списках распространилось по Петербургу. «Стихи Лермонтова на смерть поэта переписывались в десятках тысяч экземпляров, перечитывались и выучивались наизусть всеми» (Иван Панаев).
Стихи дошли до Пушкинского круга: Василия Жуковского, Петра Вяземского, Владимира Одоевского, Петра Плетнева, Александра Тургенева, до семейства покойного историографа Николая Карамзина. 2 февраля Александр Тургенев записал в дневнике: «К Жуковскому… Стихи Лермонтова прекрасные». Тургенев через несколько дней оказался в Тригорском и, проводив гроб поэта в Святогорский монастырь, прощаясь с Прасковьей Осиповой 6 февраля, обещал ей прислать стихи Лермонтова. Известно, что Тургенев 10 февраля в Петербурге переписал стихотворение в письме к Осиповой. Оба корреспондента дружили с Пушкиным, а Тургенев в 1837 году чуть ли ежедневно навещал его по утрам в его квартире на Мойке, встречал по вечерам в дружественных кружках. Ответ из Тригорского Осиповой датирован 16 февраля: «Вы угадали, что мне понравятся стихи… и только такой человек, который хорошо знал поэта, мог их написать».
«Вот стихи какого-то Лермонтова, гусарского офицера», из письма от 9 февраля князя Петра Вяземского поэту Денису Давыдову.
Софья Карамзина (дочь Николая Карамзина), 10 (22) февраля посылая брату Андрею за границу стихотворение «Смерть поэта» (без последних шестнадцати стихов) и восхищаясь им, смогла сообщить только, что автор этих «прекрасных стихов», в которых «так много правды и чувства», «некий господин Лермонтов, гусарский офицер».
В дневнике Ивана Козлова от 11 (23) февраля 1837 года читаем: «Нельзя быть добрее и участливее Александра Тургенева: он мне сделал так много одолжений, потом читал мне чудесные стихи Лермонтова на смерть Пушкина».
Знакомство Пушкина и Лермонтова документально не подтверждено, есть только свидетельство встречи — в «Записках А. О. Смирновой», сочиненных её дочерью (1897 год), но этот мемуар не пользуется славой достоверного источника. Не будучи лично знаком с Пушкиным, Лермонтов не раз видел его в Москве и Петербурге на улице, в театрах, в книжных магазинах, в общественных местах. Но с кругом близких друзей Пушкина до отъезда 19 марта из Петербурга в первую кавказскую ссылку Лермонтов не успел познакомиться. Тем не менее, это не исключено. Стихотворение «Бородино» 21-летнего выпускника юнкерской школы напечатано в пушкинском журнале «Современник» за 1837 год (т. 6, с. 207—211, цензурное разрешение 2 (14) мая 1837 года) и написано, скорее всего, в конце 1836 года или в январе 1837 года, чем в феврале (Святослав Раевский в своём показании от 21 февраля (5 марта) 1837 года по поводу стихотворения «Смерть поэта» утверждал, что одновременно со стихами на смерть Пушкина было написано и «Бородино»).

### Строки 57—72
В конце января врач Николай Арендт, побывав у заболевшего Лермонтова, который в то время жил в квартире своей бабушки на Садовой улице в Санкт-Петербурге, рассказал ему подробности дуэли и смерти Пушкина, которого пытался спасти.
Возможно, этот рассказ повлиял на продолжение работы над стихотворением.

Об отношении хирурга к происходившим событиям:

Арендт, который видел много смертей на веку своем и на полях сражений, и на болезненных одрах, отходил со слезами на глазах от постели его и говорил, что он никогда не видал ничего подобного, такого терпения при таких страданиях.

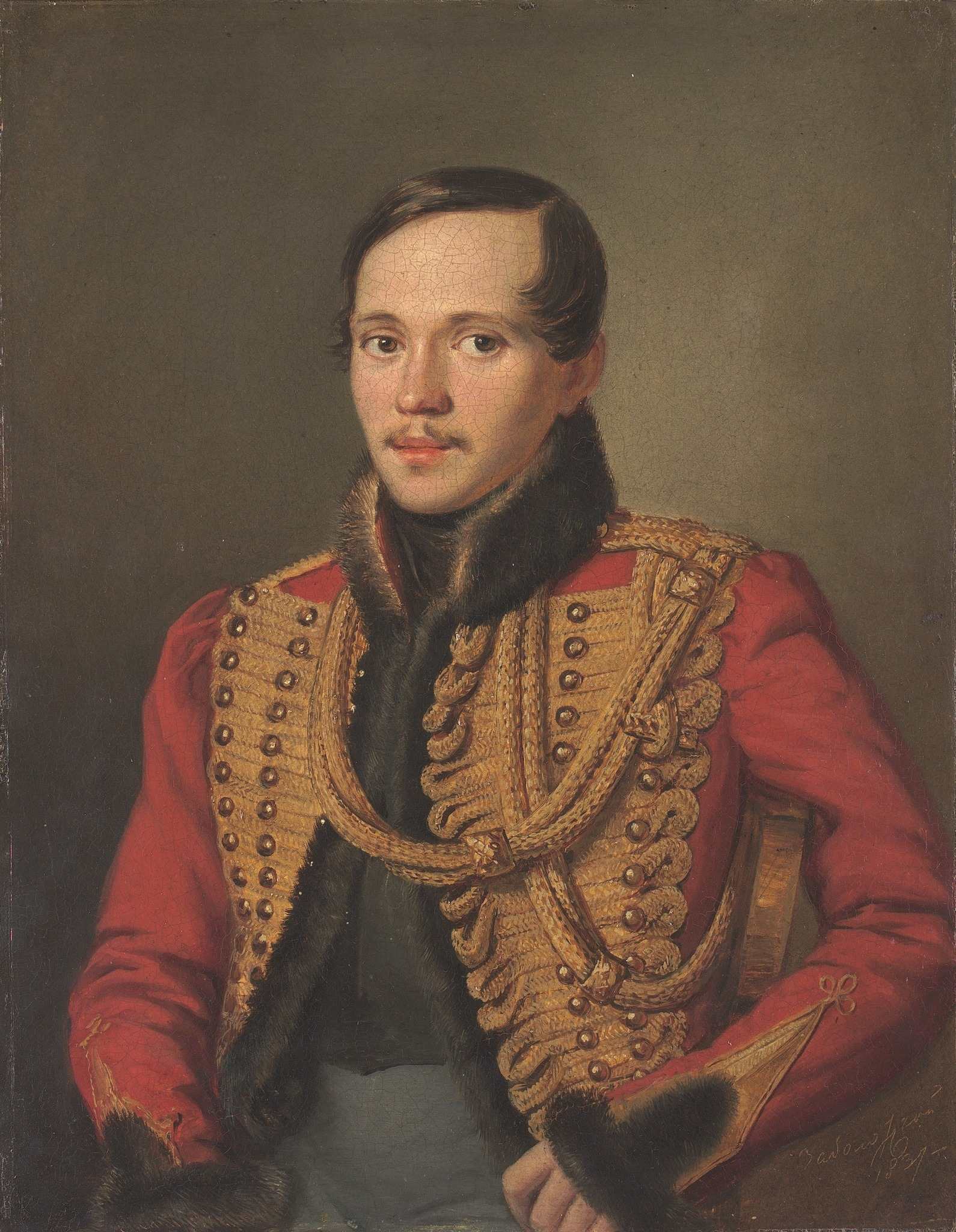
Портрет М. Ю. Лермонтова, выполненный Петром Заболотским в 1837 году

— П. А. Вяземский
7 (19) февраля Лермонтов дописал шестнадцать заключительных строк («А вы, надменные потомки…»).

### Эпиграф
Эпиграф появляется в копии стихотворения, приложенной к «Делу о непозволительных стихах, написанных корнетом лейб-гвардии гусарского полка Лермонтовым» (ИРЛИ, Пушкинский дом). Он взят из трагедии Ротру (фр. Jean de Rotrou, 1609—1650) «Венцеслав» («Venceslas»).

Отмщенье, государь, отмщенье!

Паду к ногам твоим:

Будь справедлив и накажи убийцу,

Чтоб казнь его в позднейшие века

Твой правый суд потомству возвестила,

Чтоб видели злодеи в ней пример.

## «Дело о непозволительных стихах…»
Важнейшее документальное свидетельство обстоятельств написания стихотворения содержатся в следственных бумагах «Дела о непозволительных стихах, написанных корнетом лейб-гвардии гусарского полка Лермонтовым, и о распространении оных губернским секретарем Раевским». Оно начато 23 февраля, ему предшествовало много событий. Дело хранится в ИРЛИ, оп. 3, № 9, лл. 17—18. Впервые бумаги опубликованы в «Вестнике Европы» 1887 г., № 1., П. Е. Щеголев, «Книга о Лермонтове», Л., 1929., вып. I, с. 262—267.
Началом следствия послужила записка от 19 или 20 февраля шефа жандармов А. Х. Бенкендорфа Николаю I о стихотворении «Смерть поэта» и о том, что генералу Веймарну поручено допросить поэта и обыскать его квартиры в Петербурге и в Царском Селе:

Я уже имел честь сообщить вашему императорскому величеству, что я послал стихотворение гусарского офицера Лермонтова генералу Веймарну, дабы он допросил этого молодого человека и содержал его при Главном штабе без права сноситься с кем-либо извне, покуда власти не решат вопрос о его дальнейшей участи, и о взятии его бумаг как здесь, так и на квартире его в Царском Селе. Вступление к этому сочинению дерзко, а конец — бесстыдное вольнодумство, более чем преступное. По словам Лермонтова, эти стихи распространяются в городе одним из его товарищей, которого он не захотел назвать.

Резолюция Николая I: «Приятные стихи, нечего сказать; я послал Веймарна в Царское Село осмотреть бумаги Лермонтова и, буде обнаружатся ещё другие подозрительные, наложить на них арест. Пока что я велел старшему медику гвардейского корпуса посетить этого господина и удостовериться, не помешан ли он; а затем мы поступим с ним согласно закону».
Бурнашев (В. П. Бурнашев, «М. Ю. Лермонтов в рассказах его гвардейских однокашников», «Русский архив», 1872, № 9, с. 1770—1781), затем Висковатов (П. А. Висковатов — «Вестник Европы», 1887, № 1, с. 329—347) рассказывает, что о дополнительных стихах Бенкендорф узнал на одном рауте (вероятно, у графини Фикельмон) от графини А. М. Хитрово, аттестовавшей их как стихи, оскорбительные для всей аристократии. На следующий же день Бенкендорф сообщил об этих стихах Николаю I, который до того уже успел получить их анонимную копию с надписью «Воззвание к революции».
Реакцию властей вызывала вторая редакция, дополненная 16 строками. Первая же редакция стихотворения не вызывала, как показывают свидетельства, недовольства царя.
С. А. Раевский говорит в своём показании: «Пронеслась даже молва, что В. А. Жуковский читал их его императорскому высочеству государю-наследнику и что он изъявил высокое своё одобрение». Сохранилось свидетельство, будто Николай I, прочитав стихотворение Лермонтова, сказал: «Этот, чего доброго, заменит России Пушкина», а великий князь Михаил Павлович заявил: «Ce poète en herbe va donner de beaux fruits» («От этого зреющего поэта надо ждать хороших плодов») (В. П. Бурнашев, «М. Ю. Лермонтов в рассказах его гвардейских однокашников», «Русский архив», 1872, № 9, с. 1770—1781).
Управляющий III отделением А. Н. Мордвинов, по словам А. Н. Муравьёва, сказал ему: «Я давно читал эти стихи графу Бенкендорфу, и мы не нашли в них ничего предосудительного» (А. Н. Муравьев, «Знакомство с русскими поэтами», Киев, 1871, с. 23).
Шли слухи, что дополнение написано не Лермонтовым. А. И. Тургенев писал 13 февраля 1837 года А. Н. Пещурову: «Посылаю стихи, кои достойны своего предмета. Ходят по рукам и другие строфы, но они не этого автора и уже навлекли, сказывают, неприятности истинному автору» («Пушкин и его современники», вып. II, с. 113).
Лермонтов был арестован предположительно 18 февраля (мнения исследователей о точной дате расходятся) и содержался в одной из комнат верхнего этажа Главного штаба, а затем с 27 февраля находился под домашним арестом в квартире Е. А. Арсеньевой до отъезда 19 марта на Кавказ через Москву. А. Н. Муравьев пишет: «Ссылка его на Кавказ наделала много шуму; на него смотрели как на жертву, и это быстро возвысило его поэтическую славу. С жадностью читали его стихи с Кавказа, который послужил для него источником вдохновения» (А. Н. Муравьев, «Знакомство с русскими поэтами», Киев, 1871, с. 23 и след.).
20 февраля у М. Ю. Лермонтова и С. А. Раевского сделан обыск.
21 февраля 1837 года арестован С. А. Раевский.
Объяснение корнета лейб-гвардии Гусарского полка Лермонтова:

Я был ещё болен, когда разнеслась по городу весть о несчастном поединке Пушкина. Некоторые из моих знакомых привезли её и ко мне, обезображенную разными прибавлениями. Одни — приверженцы нашего лучшего поэта — рассказывали с живейшей печалью, какими мелкими мучениями, насмешками он долго был преследуем и, наконец, принужден сделать шаг, противный законам земным и небесным, защищая честь своей жены в глазах строгого света. Другие, особенно дамы, оправдывали противника Пушкина, называли его благороднейшим человеком, говорили, что Пушкин не имел права требовать любви от жены своей, потому что был ревнив, дурен собою, — они говорили также, что Пушкин негодный человек, и прочее. Не имея, может быть, возможности защищать нравственную сторону его характера, никто не отвечал на эти последние обвинения. Невольное, но сильное негодование вспыхнуло во мне против этих людей, которые нападали на человека, уже сраженного рукою божией, не сделавшего им никакого зла и некогда ими восхваляемого; и врожденное чувство в душе неопытной — защищать всякого невинно осуждаемого — зашевелилось во мне ещё сильнее по причине болезнью раздраженных нервов. Когда я стал спрашивать: на каких основаниях так громко они восстают против убитого? — мне отвечали, вероятно, чтобы придать себе более весу, что весь высший круг общества такого же мнения. — Я удивился; надо мною смеялись. Наконец, после двух дней беспокойного ожидания пришло печальное известие, что Пушкин умер, и вместе с этим известием пришло другое — утешительное для сердца русского: государь император, несмотря на его прежние заблуждения, подал великодушно руку помощи несчастной жене и малым сиротам его. Чудная противоположность его поступка с мнением (как меня уверяли) высшего круга общества увеличила первого в моем воображении и очернила ещё более несправедливость последнего. Я был твердо уверен, что сановники государственные разделяли благородные и милостивые чувства императора, богом данного защитника всем угнетенным; но тем не менее, я слышал, что некоторые люди, единственно по родственным связям или вследствие искательства, принадлежащие к высшему кругу и пользующиеся заслугами своих достойных родственников, — некоторые не переставали омрачать память убитого и рассеивать разные, невыгодные для него, слухи. Тогда, вследствие необдуманного порыва, я излил горечь сердечную на бумагу, преувеличенными, неправильными словами выразил нестройное столкновение мыслей, не полагая, что написал нечто предосудительное, что многие ошибочно могут принять на свой счет выражения, вовсе не для них назначенные. Этот опыт был первый и последний в этом роде, вредном (как я прежде мыслил и ныне мыслю) для других ещё более, чем для себя. Но если мне нет оправдания, то молодость и пылкость послужат хотя объяснением, — ибо в эту минуту страсть была сильнее холодного рассудка. Прежде я писал разные мелочи, быть может, ещё хранящиеся у некоторых моих знакомых. Одна восточная повесть, под названием «Хаджи-Абрек», была мною помещена в «Библиотеке для чтения»; а драма «Маскарад», в стихах, отданная мною на театр, не могла быть представлена по причине (как мне сказали) слишком резких страстей и характеров и также потому, что в ней добродетель недостаточно награждена. Когда я написал стихи мои на смерть Пушкина (что, к несчастию, я сделал слишком скоро), то один мой хороший приятель, Раевский, слышавший, как и я, многие неправильные обвинения и, по необдуманности, не видя в стихах моих противного законам, просил у меня их списать; вероятно, он показал их, как новость, другому, — и таким образом они разошлись. Я ещё не выезжал, и потому не мог вскоре узнать впечатления, произведенного ими, не мог во-время их возвратить назад и сжечь. Сам я их никому больше не давал, но отрекаться от них, хотя постиг свою необдуманность, я не мог: правда всегда была моей святыней и теперь, принося на суд свою повинную голову, я с твердостью прибегаю к ней, как единственной защитнице благородного человека перед лицом царя и лицом божим.
— Корнет лейб-гвардии
Гусарского полка
Михаил Лермонтов

25 февраля 1837 года последовало высочайшее повеление:

Л-гв. гусарского полка корнета Лермонтова, за сочинение известных вашему сиятельству [Бенкендорфу] стихов, перевесть тем же чином в Нижегородский драгунский полк; а губернского секретаря Раевского, за распространение сих стихов и в особенности за намерение тайно доставить сведения корнету Лермонтову о сделанном им показании, выдержать под арестом в течение одного месяца, а потом отправить в Олонецкую губернию для употребления на службу, по усмотрению тамошнего гражданского губернатора.

## Известные рукописные тексты, первые публикации
Стихотворение создавалось в три приёма, что отразилось в текстологической стратификации стихотворения, до конца не решённой.
Смерть поэта («Погиб поэт! — невольник чести…»)
 Стихотворение. 1837. Беловой автограф с небольшими поправками. 1 л. Ф. 429 (Лермонтов). № 8.
Беловой автограф первых 56 стихов — ГПБ, Собрание рукописей, № 8 (из архива В. Ф. Одоевского, с его пометой: «Стихотворение Лермонтова, которое не могло быть напечатано»), черновой автограф — ЦГАЛИ, ф. 427, оп. I, № 986 (тетрадь С. А. Рачинского), л. 67—68 (факсимиле — «Пушкин и его современники», 1908, вып. VIII, с комментарием Ю. Верховского). Автограф стихов 57—72 неизв., печатаются по копии, приложенной к «Делу о непозволительных стихах, написанных корнетом лейб-гвардии гусарского полка Лермонтовым, и о распространении оных губернским секретарем Раевским» — ИРЛИ, оп. 3, № 9, л. 17—18. Автограф ст. 21—33 в письме М. Ю. Лермонтова А. И. Тургеневу (ЦГЛА) от 18 ноября 1839:

…Его убийца хладнокровно

Навел удар — спасенья нет!

Пустое сердце бьется ровно,

В руке не дрогнул пистолет.

И что за диво? — из далёка

Подобный сотне беглецов,

На ловлю денег и чинов

Заброшен к нам по воле рока,

Смеясь он дерзко презирал

Чужой земли язык и нравы:

Не мог щадить он нашей славы,

Не мог понять в сей миг кровавый

На что́ он руку поднимал!

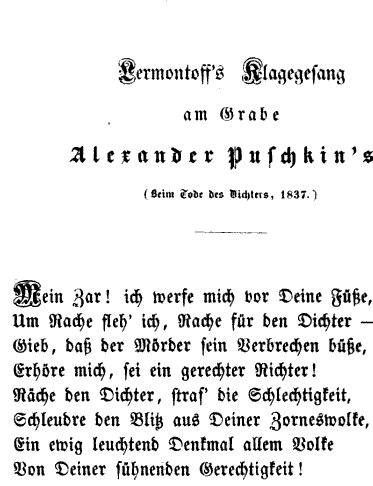
Изображение первой страницы первой публикации стихотворения «Смерть Поэта» (в переводе на немецкий)

Из 23 имеющихся копий 7 относятся к 1837 году, из них датированы февралем и мартом две. Известно, что в 1837 году, живя в Ставрополе, М. Ю. Лермонтов подарил П. И. Петрову картину «Вид Тифлиса», список своего стихотворения «Смерть поэта» и рукопись «Последнего новоселья» (Иван Власов, Лермонтов в семье П. И. Петрова. — «Литературный сборник (Труды Костромского научного общества по изучению местного края)», вып. XLII, Кострома, 1928, 3—10).
Фридрих Боденштедт первый опубликовал стихотворение. Это произошло в 1852 году, в Берлине, на немецком языке.
Впервые стихотворение «Смерть Поэта» (под заголовком «На смерть Пушкина») опубликовано (на русском языке) в Лондоне в издаваемом Александром Герценом в альманахе «Полярная звезда на 1856 год», кн. 2, с. 31—32 (под заглавием «На смерть Пушкина») (другая версия — в Лейпциге в 1858 году).
В России без последних 16 стихов было помещено в «Библиографических записках» (1858, т. 1, № 20, стб. 635—636), полностью — в Сочинениях под редакцией Дудышкина (т. 1, 1860, с. 61—63).

## Культурное влияние
Стихотворение «Смерть поэта» оказало большое влияние на поэтическую оценку событий, связанных с дуэлью Пушкина.
Первый поэтический отклик — «Ответ Лермонтову на его стихи „На смерть Пушкина“» — датируется 22 февраля 1837 года, но он не предназначался для печати (впервые: «Русская старина» 1896, кн. X, 131—132). Написал произведение юнкер Школы гвардейских подпрапорщиков, где раньше учился Лермонтов, Павел Александрович Гвоздёв (1815—1851).

Зачем порыв свой благородный

Ты им излил, младой поэт?

…

Сердца покрыты зимней вьюгой,

Их чувства холодны как лед,

Их души мертвые в кольчуге,

Им недоступен твой полет!

…

Им песнь твоя как суд кровавый,

Для них она как грозный меч,

Не мог ты в их душе презренной

Свободной истиной зажечь

Огонь высокий и священный…

Твой стих свободного пера

Обидел гордое тщеславье,

И стая вран у ног царя,

Как милость, ждут твое бесславье…

Но ты гордись, младой певец,

Пред кознями их адской злобы,

Не расплести им твой венец,

Пускай отверзятся хоть гробы.

…

Не ты ль сказал: «есть грозный суд!»

И этот суд есть суд потомства,

Сей суд прочтет их приговор

И на листе, как вероломство,

Он впишет имя их в позор.

Стихотворение Александра Полежаева «Венок на гроб Пушкина» (написано 2 марта 1837 года, опубликовано с купюрами в сборнике «Часы выздоровления», 1842) завершается строфой, где упоминается М. Ю. Лермонтов как поэтический преемник погибшего Поэта («Поэзия грустит над урною твоей, — // Неведомый поэт, — но юный, славы жадный, — // О, Пушкин — преклонил колена перед ней!»), с надеждой автора, что и он не будет забыт:

И между тем, когда в России изумленной

Оплакали тебя и старец и младой,

И совершили долг последний и священный,

Предав тебя земле холодной и немой;

И бледная в слезах, в печали безотрадной,

Поэзия грустит над урною твоей, —

Неведомый поэт, — но юный, славы жадный, —

О, Пушкин — преклонил колена перед ней!

Душистые венки великие поэты

Готовят для неё — второй Анакреон;

Но верю я — и мой в волнах суровой Леты

С рождением его не будет поглощен:

На пепле золотом угаснувшей кометы

Несмелою рукой он с чувством положен!

В 1841 году гонимый Николай Огарёв поэму «Юмор» начинает словами о поэтической обстановке своего времени:

Певцы замолкли. Пушкин стих:

Хромает тяжко вялый стих,

Нет, виноват! есть, есть поэт,

Хоть он и офицер армейский.

Чуть есть талант, уж с ранних лет -

Иль под надзор он полицейской

Попал, иль вовсе сослан он.

О нём писал и Виссарьон.

### Изобразительное искусство
Стихотворение иллюстрировали А. А. Гурьев, Л. Дземарын, Л. О. Пастернак.

### Музыкальное переложение
На музыку стихи положили Ю. Я. Владимиров, Е. К. Голубев, А. С. Жак, Ю. Ф. Львова, С. В. Протопопов и др.